# Степлаг
Степлаг (Степовий табір), Особлаг (Особливий табір) № 4 — табір для політичних в'язнів у системі ГУЛАГ, управління якого розташовувалося в сел. Кенгір (нині в межах м. Жезказган) Карагандинської області Казахської РСР. Створений на основі Джезказганського табору військовополонених № 39. У 1940—1943 рр.. на місці Степлагу розташовувався Джезказганський ВТТ, з яким часто помилково змішують Степлаг.

## Чисельність ув'язнених
| Рік  | Кількість ув'язнених |
| ---- | -------------------- |
| 1948 | 5713                 |
| 1949 | 18572                |
| 1950 | 27855                |
| 1951 | 18572                |
| 1952 | 23089                |
| 1953 | 20869                |
| 1954 | 21090                |
| 1955 | 10048                |
| 1956 | 7603                 |

## Структура Степлагу і чисельність ув'язнених по табірних відділеннях
На початку 50-х в структуру Степлагу входило 9 табірних відділень рос. лагерных отделений (ЛО), в тому числі Байконур (не плутати з космодромом), Карсакпай, Каражал, Акчатау, Балхаш. На 10 червня 1954 р. в Степлагу було 6 ЛО
| № ТВ (ЛО) | Дислокація             | Чоловіків (з них каторжан) | Жінок (з них каторжанок) | Всього |
| --------- | ---------------------- | -------------------------- | ------------------------ | ------ |
| 1         | Пос. Рудник-Джезказган | 5114 (13)                  | --                       | 5114   |
| 2         | Пос. Перевалка         | 3 530 (1408)               | --                       | 3530   |
| 3         | Пос. Кенгір            | 3190 (10)                  | 2407 (134)               | 5597   |
| 4         | Пос. Крестовський      | 1393 (359)                 | --                       | 1393   |
| 5         | Пос. Джезди            | 1180 (245)                 | --                       | 1180   |
| 6         | Пос. Теректи           | 2270 (17)                  | 1614 (0)                 | 3384   |

## Виконувані роботи
- 1-е ЛО (сел. Рудник) — видобуток в шахтах мідної руди
- 2-е ЛО — видобуток в шахтах мідної руди
- 3-є ЛО (сел. Кенгір) — будівництво збагачувальної фабрики, деревообробного заводу, цегельного заводу, хлібозаводу, клубної площі, 6-го і 10-го кварталів житлових будинків майбутнього м. Джезказган, молочно-товарна ферма
- 5-е ЛО (сел. Джезди) — видобуток в шахтах марганцевої руди
- Сел. Байконур — вугільні шахти (з 29.07.1948 по 07.10.1950)[5]
- Екібастуз — вугільний розріз (з 11.08.1949 по 17.11.1950 — переданий в Пєсчанлаг)[5]

## Національний склад ув'язнених[6]
| №  | Національність | число | %%      | №  | Національність | число | %%     |
| -- | -------------- | ----- | ------- | -- | -------------- | ----- | ------ |
| 1  | Українці       | 9 596 | 46.36 % | 18 | Туркмени       | 76    | 0.38 % |
| 2  | Литовці        | 2 690 | 13.0 %  | 19 | Інгуші         | 56    | 0.27 % |
| 3  | Росіяни        | 2 661 | 12.86 % | 20 | Китайці        | 55    | 0.27 % |
| 4  | Латиші         | 1 074 | 5.19 %  | 21 | Таджики        | 54    | 0.26 % |
| 5  | Білоруси       | 878   | 4.24 %  | 22 | Корейці        | 52    | 0.25 % |
| 6  | Естонці        | 873   | 4.22 %  | 23 | Киргизи        | 50    | 0.24 % |
| 7  | Поляки         | 379   | 1.83 %  | 24 | Японці         | 30    | 0.14 % |
| 8  | Німці          | 359   | 1.73 %  | 25 | Румуни         | 24    | 0.12 % |
| 9  | Казахи         | 291   | 1.40 %  | 26 | Греки          | 21    | 0.10 % |
| 10 | Молдавани      | 208   | 1.0 %   | 27 | Удмурти        | 20    | 0.10 % |
| 11 | Узбеки         | 204   | 0.99 %  | 28 | Іранці         | 18    | 0.09 % |
| 12 | Євреї          | 174   | 0.84 %  | 29 | Фіни і карели  | 16    | 0.08 % |
| 13 | Вірмени        | 154   | 0.74 %  | 30 | Башкири        | 9     | 0.04 % |
| 14 | Грузини        | 132   | 0.64 %  | 31 | Афганці        | 8     | 0.04 % |
| 15 | Татари         | 127   | 0.61 %  | 32 | Турки          | 8     | 0.04 % |
| 16 | Чеченці        | 124   | 0.60 %  | 33 | Монголи        | 2     | 0.01 % |
| 17 | Азербайджанці  | 108   | 0.52 %  | 34 | Інші           | 167   | 0.81 % |

Ось як описує Кенгірський табір, тобто 3-тє табірне відділення Степлагу, А. Є. Фельдман:

| У таборі були майже всі національності, українці, білоруси, балтійці, багато китайців, японець, німці. Досить ґрунтовно були представлені країни народної демократії. [...]. Було багато священиків, але особливо багато було сектантів різного штибу. Табір виробив свою власну, незвичайну мову. Західні українці, яких було в таборі після війни більшість, користуючись тим, що їх розуміли, не говорили по-російськи, а тільки по-українськи. Іноземці та жителі Середньої Азії, що зовсім не знали російської мови, поступово навчалися української, вважаючи її російською. Загалом, більшість ув'язнених говорило на дикій суміші різних мов і діалектів, яку вони і приймали за російську. Оригінальний текст (рос.) В лагере были почти все национальности, украинцы, белорусы, прибалты, много китайцев, японец, немцы. Весьма основательно были представлены страны народной демократии. [...]. Было много священников, но особенно много было сектантов разного толка. Лагерь выработал свой собственный, необычный язык. Западные украинцы, которых было в лагере после войны большинство, пользуясь тем, что их понимали, не говорили по-русски, а только по-украински. Иностранцы и жители Средней Азии, совсем не знавшие русского языка, постепенно обучались украинскому, считая его русским. В общем, большинство заключенных говорило на дикой смеси разных языков и наречий, которую они и принимали за русский. |

## Історія
Силами ув'язнених Степлагу після війни було розпочато будівництво збагачувальної фабрики, ТЕЦ, греблі Кенгірського водосховища і самого міста Джезказган. Назва Степлаг — з 1948, з 8 квітня 1948 начальником табору призначений полковник Олександр Чечев, раніше заступник міністра внутрішніх справ Литовської РСР. У цей час табір обслуговував Джезказганський мідний комбінат Міністерства кольорової металургії, ув'язнені працювали на вугільних шахтах, на будівництві різних об'єктів, займалися розробкою покладів марганцю. Власні об'єкти табору включали кам'яні кар'єри, цегельний завод, будови та ряд інших промислових і сільськогосподарських виробництв.

### Повстання
У травні-червні 1954 Степлаг став місцем одного з найвідоміших і трагічних в історії ГУЛАГу повстань (Кенгірського повстання в'язнів), придушеного із застосуванням танків. Тієї весни повстало близько 8 тисяч в'язнів, які вимагали зустрічі з членом Президії ЦК КПРС.
24 квітня 1956 р. Степлаг був ліквідований. Табірні підрозділи були передані Управлінню виправно-трудових таборів і колоній (УІТЛК) МВС Казахської РСР. Багато ув'язнених Степлагу залишилися на примусовому поселенні в м. Джезказгані і повинні були регулярно відмічатися в міліції.

### Керівництво Степлагу
Начальники та виконуючі обов'язки начальника:
- Чечев А. А., полковник, з 08.04.1948 — не раніше 07.04.1954 або 25.02.1954 «відбув у службове відрядження»[8] і більше 3-х місяців був відсутній[9]
- Щетинін Б. А., підполковник, з 25.02.1954 в.о. начальника, 28.05.1954 відсторонений від посади заст. начальника[10], 16.09.1954 знятий з посади заст. начальника[11]
- Рязанов Н. П., підполковник, не пізніше 28.05.1954 в.о. начальника, 16.09.1954 попереджений про неповну службову відповідність
- Бурдюг В. С., підполковник, з 11.08.1954 по 07.02.1956

## Відомі ув'язнені
- Василик Лев — український лікар, громадський діяч. Член ОУН (1937), учасник проголошення 30 червня 1941 у Львові Акту відновлення Української держави.
- Сорока Михайло Михайлович — провідник Крайової екзекутиви ОУН, організатор руху спротиву в'язнів «ОУН-Північ».
- Кнопмус Юрій Альфредович — колишній радянський розвідник, інженер, керівник відділу пропаганди під час Кенгірського повстання, розстріляний.
- Окуневська Тетяна Кирилівна — актриса.
- Солженіцин Олександр Ісайович
- Чижевський Олександр Леонідович

## Українські в'язні
- Сорока Михайло Михайлович — український націоналіст, політв'язень, член ОУН. Протягом 34 років був в'язнем радянських таборів, організатором руху спротиву в'язнів «ОУН-Північ»
- Басюк Євген Михайлович («Чорноморець», «Компанієць») — поручник УПА, курінний, учасник бою під Гурбами. Після полону пішов на активну співпрацю з НКВД.
- Матвій (Мотл) Аронович Талалаєвський — письменник, поет, перекладач, драматург, секретар секції єврейських письменників України. Засуджений за сфабрикованим звинуваченням у космополітизмі на 10 років заслання, відбув у таборі 3 роки, після заслання повернувся до літературної роботи.